# Resultados do Carnaval de Vitória em 2011
Este anexo contém sobre os resultados do Carnaval de Vitória no ano de 2011.

## Escolas de samba
Mocidade Unida da Glória se sagrou campeã pela terceira vez. Tradição Serrana foi rebaixada de grupo.
| Legenda: Campeã Rebaixada |

### Grupo Especial
| Col. | Escola                       | Enredo                                                                                | Pontos |
| ---- | ---------------------------- | ------------------------------------------------------------------------------------- | ------ |
| 1    | Mocidade Unida da Glória     | Mocidade a cerevísia que contagia                                                     | 197.1  |
| 2    | Independente de Boa Vista    | Boa Vista num manifesto à Mãe Terra, reciclar é preciso! Eis o nosso grito de alerta  | 192.8  |
| 3    | Piedade                      | Senhoras e Senhores, Bom Espetáculo!                                                  | 192.5  |
| 4    | Jucutuquara                  | Dá um Tempo!                                                                          | 190.6  |
| 5    | Barreiros                    | De Santas a Imperatrizes. São tantas Marias, Terezas e Leopoldinas pelo meu Brasil    | 187.8  |
| 6    | Independente de São Torquato | Quimeras (Reedição de 1988)                                                           | 185.5  |
| 7    | Novo Império                 | Saiu do Papel meu Carnaval                                                            | 183.3  |
| 8    | Imperatriz do Forte          | Do barro a surgir, num toque moldar. Num ladrilho a história a arte criar             | 178.1  |
| 9    | Pega no Samba                | Irmandade de Misericórdia – curar às vezes, remediar constantemente e consolar sempre | 172.8  |
| 10   | Tradição Serrana             | De Paranapuã à Serra encantada dos Deuses Temininós                                   | 165.3  |

### Grupo de acesso
Andaraí se sagrou campeã do grupo de acesso e foi promovida.
| Legenda: Promovida |

| Col. | Escola               | Enredo | Pontos |
| ---- | -------------------- | --- | ------ |
| 1    | Andaraí              | Andaraí canta São Pedro: A terra sonhada era mangue, na lama prometida, a redenção! Luta, é a riqueza do lugar de toda bravura | 86.9   |
| 2    | Rosas de Ouro        | É pirata! Fica de olho! A Rosas de Ouro vai desvendar o tesouro                                                                | 83.5   |
| 3    | Chegou O Que Faltava | Despertar | 81.7   |

## Blocos carnavalescos
O bloco carnavalesco Pinduraí sagrou-se campeão do Carnaval 2011.
| Legenda: Campeão |

| Col. | Escola                    | Enredo | Pontos |
| ---- | ------------------------- | ------ | ------ |
| 1    | Pindura Aí                |        | 248.5  |
| 2    | Não Me Empurre Que É Pior |        | 241.5  |
| 3    | Amarra o Burro            |        | 241    |
| 4    | Homicida                  |        | 233.5  |
| 5    | Arrastão do Amor          |        | 230    |
| 6    | Lagartos Voadores         |        | 224    |
| 7    | Virgens de Caratoíra      |        | 212    |
| 8    | Furiosos do Samba         |        | 191    |
| 9    | Reciclagem                |        | 173    |